# Baudres
Baudres  là một xã tại tỉnh Indre khu vực trung bộ Pháp. Xã này có diện tích 27,4 km², dân số thời điểm năm 2005 là 495 người. Khu vực này có độ cao 110 trung bình mét trên mực nước biển.